# Lerista quadrivincula
Lerista quadrivincula là một loài thằn lằn trong họ Scincidae. Loài này được Shea mô tả khoa học đầu tiên năm 1991.